# Čakovec

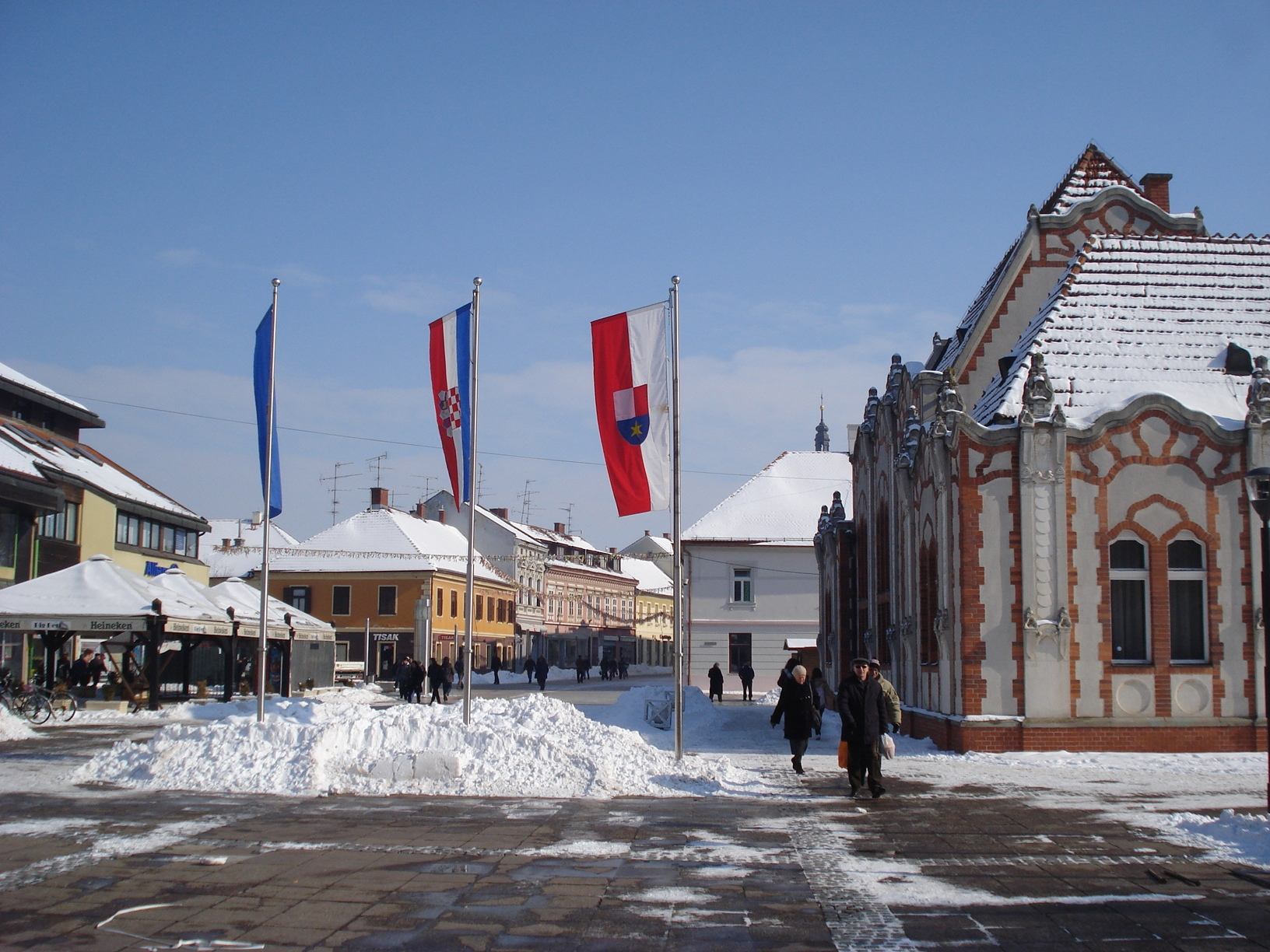
Centro de la ciudad en invierno

Čakovec (en húngaro: Csáktornya) es una ciudad que se encuentra al norte de Croacia. Es el centro administrativo del condado de Međimurje. Tiene una población de 30.455 (2001).